# Marianne Burkhalter
Marianne Burkhalter (* 1947 in Thalwil, Schweiz) ist eine Schweizer Architektin. Sie ist Mitgründerin des Architekturbüros burkhalter sumi und war von 2008 bis 2018 Professorin an der Accademia di Architettura in Mendrisio.

## Werdegang
Marianne Burkhalter wuchs in ihrem Geburtsort Thalwil auf und absolvierte in den 1960ern zunächst eine Ausbildung zur Hochbauzeichnerin. Im Anschluss arbeitete sie in verschiedenen Architekturbüros in der Schweiz, Italien und den USA und besuchte als Gasthörerin Vorlesungen in Princeton. An der ETH Zürich war sie von 1981 bis 1983 Assistentin von Klaus Vogt und 1985 von Mario Campi; parallel gründete sie 1984 gemeinsam mit Christian Sumi ihr eigenes Architekturbüro.
In den Folgejahren nahm sie Gastprofessuren wahr, unter anderem 1987 am Southern California Institute of Architecture in Los Angeles und 1999 an der École polytechnique fédérale de Lausanne. In verschiedenen Städten wurde sie in Bau- und Stadtbildkommissionen berufen, so etwa in Zürich und Baden, ausserdem war sie 2006 Beiratsmitglied für die geplante Werkbundsiedlung in München.
2008 wurde sie als Professorin für Entwurf an die Accademia di archittetura, eine Fakultät der Universität der italienischen Schweiz in Mendrisio berufen. Sie hatte die Professur bis 2018 gemeinsam mit ihrem Büropartner Christian Sumi inne.
Im Sommer 2020 übergaben Burkhalter und Sumi ihr Büro an langjährige Partner und gründeten ein Atelier in Zürich.

## Werk

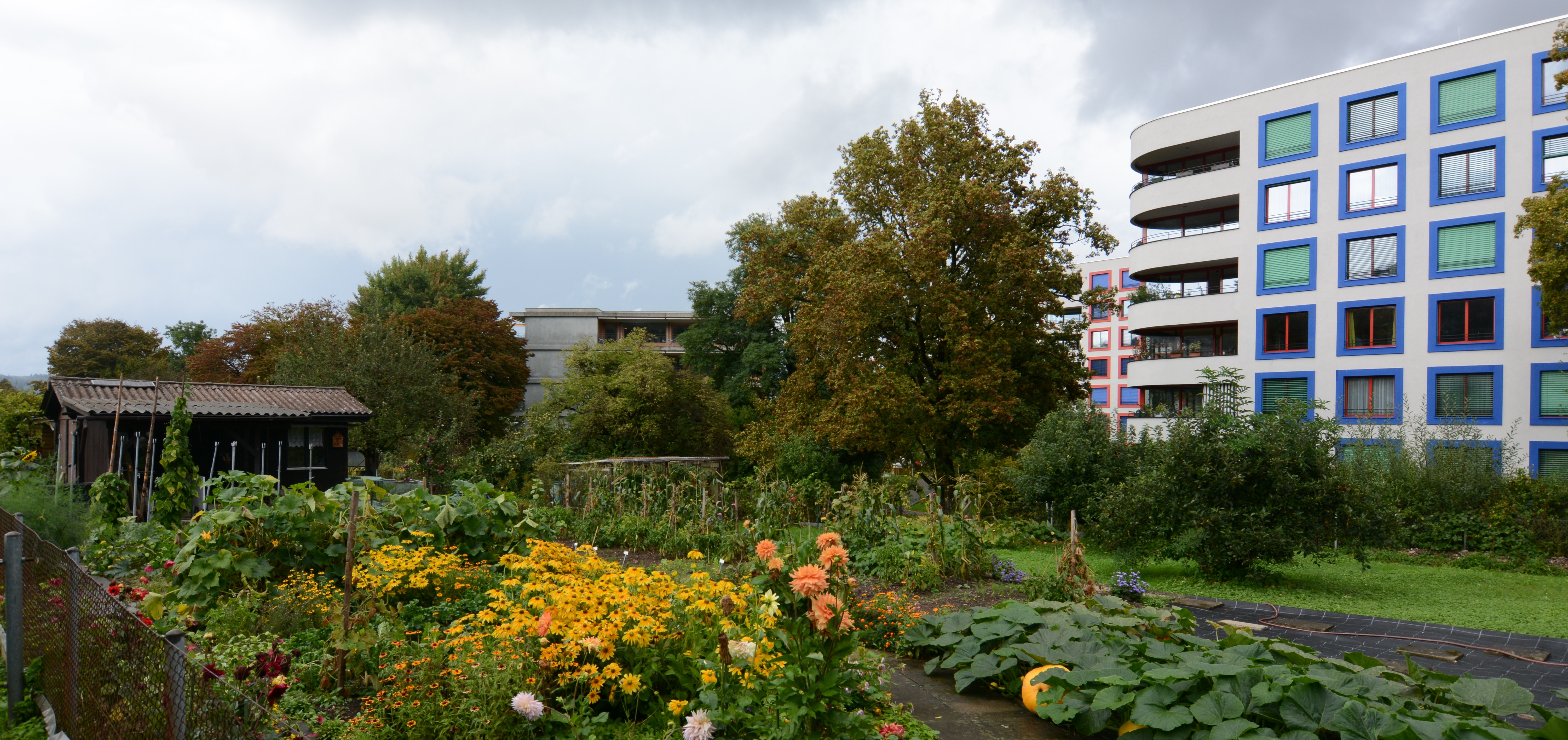
Siedlung Sunnige Hof, Zürich 2011

Burkhalter und Sumi sind vor allem für ihren innovativen Einsatz von Holzkonstruktionen und ihren Umgang mit Farbe bekannt geworden. Zur Jahrtausendwende lagen ihre Schwerpunkte bei der Restrukturierung ehemaliger Industrie- und Gewerbeareale sowie Renovations- und Umbauprojekten.
In jüngerer Zeit beschäftigten sie sich vor allem mit Bauen im Bestand und Wohnbauten.
Ein Einfamilienhaus von 2005 in Erlenbach, Schweiz wurde in The Phaidon atlas of 21st century world architecture aufgenommen.
In ihrem Beitrag zur Biennale di Venezia 2018 beschäftigten sich burkhalter sumi mit dem Architekten Konrad Wachsmann und dessen bislang nur theoretisch erdachten „Weinstock-Struktur“.

### Bauten (Auswahl)
- 1992: Kaufmännische Schule Laufenburg[7]
- 2000: Sanierung Eidgenössische Materialprüfungs- und Forschungsanstalt, Dübendorf[8]
- 2001: Loft Hauserpark, Biel[8]
- 2002: Wohnüberbauung Wehrenbachhalde, Zürich[8]
- 2005: Erweiterung Hotel Zürichberg[9]
- 2005: Wohnüberbauung Am Eulachpark, Winterthur[10]
- 2008: Wohnüberbauung, Herrliberg[11]
- 2005/2008: Einfamilienhaus, Erlenbach[5][12]
- 2011: Siedlung Sunnige Hof, Zürich (Neubau von sechs Wohnblöcken mit 149 Wohnungen Tiefgarage. Mit Pflegewohngruppe und Kindergarten)[13]

## Publikationen
- mit Christian Sumi (Hrsg.): Der Gotthard landscape, myths, technology = Il Gottardo. Scheidegger & Spiess, Zürich 2016, ISBN 978-3-85881-503-3.
- mit Jacques Schader (Hrsg.): Freudenberg : der Architekt Jacques Schader und die Kantonsschule in Zürich-Enge : eine Baumonografie mit einem Verzeichnis ausgewählter Werke. Zürich 1992, ISBN 3-907065-48-8 (formal falsch).
- mit Christian Sumi, Fabio Gramazio, Matthias Kohler, Hannes Mayer: Konrad Wachsmann and the Grapevine Structure. (Publikation zum Beitrag auf der Biennale di Venezia, 2018). Park Books, Zürich 2018, ISBN 978-3-03860-110-4.

## Preise
- 2024: Schweizer Grand Prix Kunst / Prix Meret Oppenheim des Bundesamtes für Kultur (BAK) zusammen mit Christian Sumi[14]

### Belege
1. 1 2  Verena Dietrich: Architektinnen : Ideen, Projekte, Bauten. W. Kohlhammer, Stuttgart 1986, ISBN 3-17-009336-3, S. 51–52.
2. 1 2  Burkhalter Sumi – Giesshübel Pile-UP – Identität der Architektur. In: ida.rwth-aachen.de. Fakultät für Architektur RWTH Aachen, Januar 2020, abgerufen am 5. November 2020 (deutsch).
3. ↑  Marianne Burkhalter Christian Sumi. In: atelierburkhaltersumi.ch. Abgerufen am 5. November 2020 (englisch).
4. ↑  Burkhalter Sumi. Abgerufen am 5. November 2020 (deutsch).
5. 1 2  The Phaidon atlas of 21st century world architecture. Comprehensive edition Auflage. Phaidon, London 2008, ISBN 978-0-7148-4874-7, S. 466.
6. ↑  Der Raum an sich | BDA | der architekt. Abgerufen am 5. November 2020 (deutsch).
7. ↑  Ch.S.: Kaufmännische Schule Laufenburg, 1992 : Architekten : Marianne Burkhalter und Christian Sumi. In: Bund Schweizer Architekten (Hrsg.): Werk, Bauen + Wohnen. Band 79, Heft 12: Objekte im Raum = Objects dans l'espace = Objects in space, 1992, S. 14–19, doi:10.5169/SEALS-60155 (e-periodica.ch [abgerufen am 1. Dezember 2020]).
8. 1 2 3  Benedikt Loderer: Burkhalter und Sumi : Projekte 1999-2001. In: Hochparterre : Zeitschrift für Architektur und Design. Band 15, Nr. 4, 2002, S. 12–19, doi:10.5169/SEALS-121853 (e-periodica.ch [abgerufen am 1. Dezember 2020]).
9. ↑  nextroom-architektur im netz: Hotel Zürichberg - Erweiterung, Burkhalter Sumi Architekten - Zürich (CH) - 1995. Abgerufen am 1. Dezember 2020.
10. ↑  Housing complex “Am Eulachpark” von burkhalter sumi architekten | Mehrfamilienhäuser. Abgerufen am 5. November 2020.
11. ↑  competitionline: Auszeichnung best architects 09...competitionline. Abgerufen am 5. November 2020.
12. ↑  competitionline: Auszeichnung best architects 09...competitionline. Abgerufen am 5. November 2020.
13. ↑  Sunnige Hof. Abgerufen am 1. Dezember 2020 (englisch).
14. ↑  Der Schweizer Grand Prix Kunst / Prix Meret Oppenheim 2024 geht an Jacqueline Burckhardt, Marianne Burkhalter, Christian Sumi und Valérie Favre. In: BAK. 1. Februar 2024, abgerufen am 15. Februar 2024.